# Cap Soucis
Le cape Soucis, en māori Raetihi, est un cap néo-zélandais situé à la frontière des régions de Marlborough et de Nelson. Il marque à la fois le dernier sommet septentrional du chaînon Bryant, l'entrée occidentale de Croisilles Harbour et la limite nord-ouest des Marlborough Sounds.

## Toponymie
Le nom māori du cap est Raetihi.

## Géographie
Le cap constitue le dernier sommet septentrional du chaînon Bryant,. Il marque par ailleurs l'entrée occidentale de Croisilles Harbour. Enfin, c'est la limite nord-ouest généralement fixée des Marlborough Sounds,,. 

## Relief et géologie
Le relief du cap est constitué d'une côte abrupte et rocheuse s'élevant avec une pente de près de 100 % : le sommet situé à 270 mètres d'altitude est à moins de trois cents mètres de la mer. La zone est décrite en 1966 comme « très escarpée et incultivable [s'élevant] abruptement du niveau de la mer jusqu'à mille pieds ».
Le sous-sol du cap est composé d'argilite sous laquelle est située une couche de roches ultramafiques.

## Climat
Le cape étant situé au vent, il reçoit directement les masses d'air chargées d'humidité en provenance du nord-ouest ; aussi les précipitation annuelles dépassent 2 000 millimètres.

## Histoire
En 1856, une surface de 97 acres, soit 39 hectares, entourant le sommet du cap Soucis, est intégrée dans les possessions de la Couronne ; en effet, les autorités prévoient d'installer un phare sur les hauteurs du cap. Toutefois, ce projet n'est pas publié au journal officiel et non réalisé. Le devenir de la zone ne suscite l'intérêt qu'à partir de 1962. En mars de cette année, un agriculteur local, Norman Thompson, souhaite louer ce terrain pour ses activités. R. Firth, l'agent gouvernemental chargé de son dossier, indique à tort que la zone est une « terre māori non louée ». Le 31 mai, M. Thompson reçoit en conséquence une réponse négative. Mais il ne s'y résigne pas et adresse une nouvelle demande l'année suivante, arguant notamment que le terrain est utilisé indûment par des Māoris s'y livrant à la chasse de manière « irresponsable ». Une suite de négociations ministérielles s'ensuit, après quoi la réservation de la zone est révoquée le 9 mars 1964.

## Végétation
Les pentes du cap ont été partiellement déboisées, surtout en parties basse. La forêt reboisée, qui correspond à un espace de transition entre la forêt originelle haute et la partie déboisée basse, a été souvent replantée en pins. Dans les zones non forestière, on trouve également des plantes grasses endémiques de Nouvelle-Zélande, comme Peperomia urvilleana. En 1966, un descriptif gouvernemental donne la répartition de la couverture végétale : « 180 acres — 73 hectares — de pâturages avec de bonnes herbes indigènes, du tauhinu, du mānuka et des mûres, 380 acres — 154 hectares — de tauhinu et de manuka, et 40 acres — 16 hectares — de falaises et de rochers improductifs ».
La zone néritique comprend des rochers, des promontoires rocheux, des fonds de sable et de boue. La couverture algale dépasse rarement les six mètres de profondeur et est dominée par Carpophyllum flexuosum et Carpophyllum maschalocarpum.

## Faune et pêche
En ce qui concerne la faune marine, le cap est notamment régulièrement visité par des groupes de grands dauphins. Il constitue également l'habitat de populations d'invertébrés, comme le coquillage Haliotis iris, et de crustacés comme l'écrevisse Jasus edwardsii. Ces deux dernières espèces ont souffert d'un surpêche qui a fortement réduit leur population.
La morue bleue a été également trop pêchée, ce qui a conduit l'Autorité unitaire de Marlborough à édicter des règles et des interdictions valables pour l'ensemble des Marlborough Sounds, y compris le cap Soucis.